# Classe Musytari

La classe Musytari est une classe de deux patrouilleurs extracôtiers de la Marine royale malaisienne en service de 1985 à 2006.
Elle a ensuite été remise à la Garde côtière de Malaisie en juin 2006 et connue sous le nom de classe Langkawi.

## Historique
Les navires ont été achetés à la Corée du Sud par la marine royale malaisienne dans les années 1980 et ont servi de navires de patrouille offshore de 1985 pour le premier construit a Pusan et 1987 pour le second construit Johore  jusqu'en 2006 avant que les deux navires ne soient remis aux garde-côtes malaisiens.
L'armement comprend depuis un canon Bofors 57 mm comme arme principale et deux à quatre mitrailleuses de 12,7 mm. Les navires sont également équipés d'un hélisurface pour exploiter un hélicoptère de taille moyenne.

## Unités
- 160 Musytarie[2]/ KM 7501 (7501)
- 161 Marikh/ KM Bangi (7502)

## Galerie

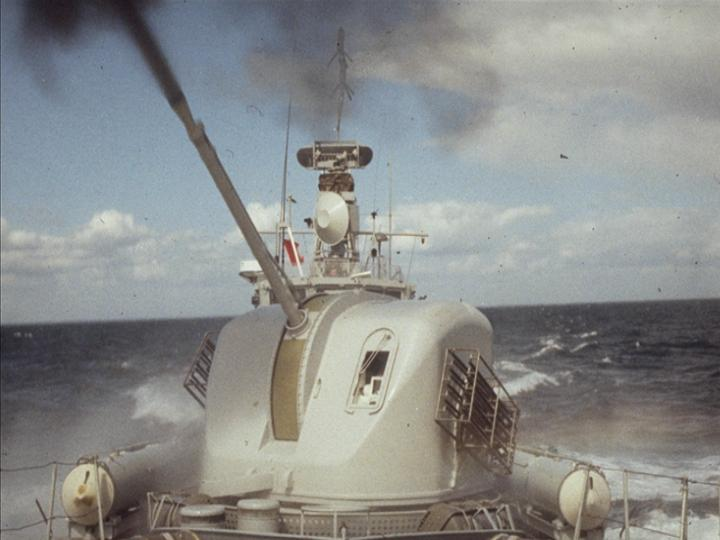
Canon Bofors
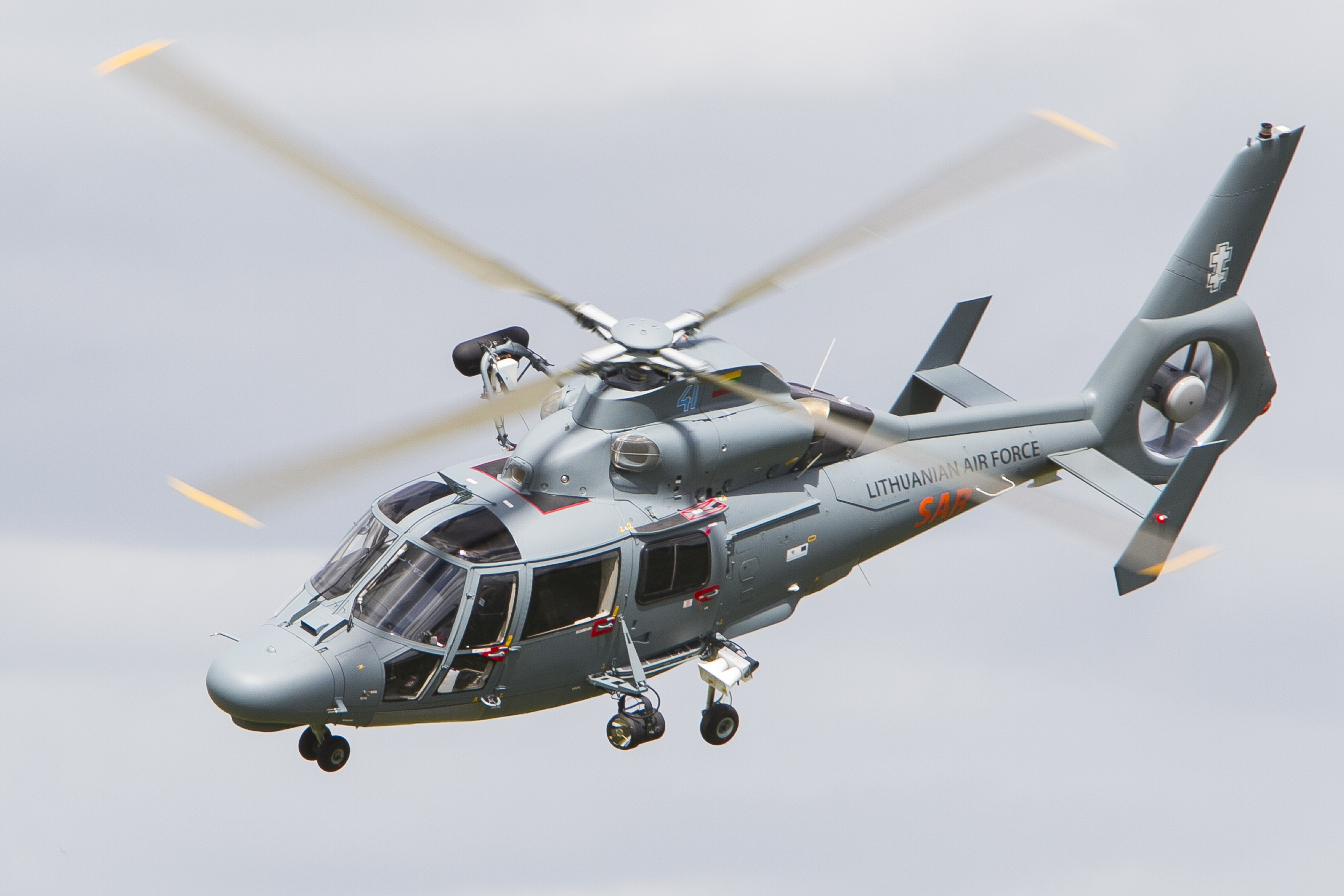
Eurocopter Dauphin AS365